# Eduard Prades
Eduard Prades Reverte (Alcanar, 9 augustus 1987) is een Spaans wielrenner die sinds 2022 voor Caja Rural-Seguros RGA uitkomt. Tussen 2015 en 2017 reed hij ook al eens voor deze ploeg. Zijn vier jaar oudere broer Benjamín is ook wielrenner.

## Carrière
In 2016 won Prades de eerste etappe van de eerste editie van de Ronde van Cova da Beira. Later dat jaar volgde hij zijn ploeggenoot Carlos Barbero op op de erelijst van de Philadelphia Cycling Classic.
In 2019 maakte Prades de overstap naar Team Movistar en reed hij in de UCI World Tour. Namens deze ploeg won hij in februari de vierde etappe van de Ronde van de Provence. In de sprint versloeg hij onder meer Tony Gallopin en Thibaut Pinot. Door zijn overwinning nam hij direct de leiding in het puntenklassement over van Filippo Ganna.

## Overwinningen
2011
3e etappe Cinturó de l'Empordà
2013
3e etappe Trofeo Joaquim Agostinho
Eindklassement Trofeo Joaquim Agostinho
2014
3e etappe Ronde van Alentejo
2015
Bergklassement Ronde van Madrid
8e etappe Ronde van Portugal
Coppa Sabatini
2016
1e etappe Ronde van Cova da Beira
Philadelphia Cycling Classic
2018
Eindklassement Ronde van Noorwegen
Eindklassement Ronde van Turkije
2019
4e etappe Ronde van de Provence
Eindklassement Ronde van Aragon
2024
4e etappe Ronde van Alentejo
Eindklassement Ronde van Alentejo

## Resultaten in voornaamste wedstrijden
| Jaar | Ronde van Italië | Ronde van Frankrijk | Ronde van Spanje |
| ---- | ---------------- | ------------------- | ---------------- |
| 2016 |                  |                     | 127e             |
| 2017 |                  |                     |                  |
| 2018 |                  |                     | 68e              |
| 2019 |                  |                     |                  |
| 2020 |                  |                     |                  |
| 2021 |                  |                     |                  |
| 2022 |                  |                     |                  |
| 2023 |                  |                     |                  |
| 2024 |                  |                     |                  |

| Jaar | Gent-Wevelgem | Ronde van Vlaanderen | Luik-Bast.‑Luik | Ronde van Lombardije | Clásica San Sebastián | Bretagne Classic | Waalse Pijl |  | WK op de weg |
| ---- | ------------- | -------------------- | --------------- | -------------------- | --------------------- | ---------------- | ----------- |  | ------------ |
| 2016 |               |                      |                 |                      |                       |                  |             |  |              |
| 2017 |               |                      |                 |                      | opgave                |                  |             |  |              |
| 2018 |               |                      |                 |                      |                       |                  |             |  |              |
| 2019 | opgave        |                      |                 |                      |                       | 10e              |             |  |              |
| 2020 | 70e           | 68e                  | 44e             |                      |                       |                  | 53e         |  |              |
| 2021 |               |                      |                 |                      |                       | opgave           |             |  |              |
| 2022 |               |                      |                 | 85e                  |                       |                  |             |  | 87e          |
| 2023 |               |                      |                 |                      |                       |                  |             |  |              |
| 2024 |               |                      |                 |                      | opgave                |                  |             |  |              |

## Ploegen
- 2009 –  Andorra-Grandvalira
- 2013 –  OFM-Quinta da Lixa
- 2014 –  OFM-Quinta da Lixa (tot 15 augustus)
- 2014 –  Matrix Powertag (vanaf 16 augustus)
- 2015 –  Caja Rural-Seguros RGA
- 2016 –  Caja Rural-Seguros RGA
- 2017 –  Caja Rural-Seguros RGA
- 2018 –  Euskadi Basque Country-Murias
- 2019 –  Movistar Team
- 2020 –  Movistar Team
- 2021 –  DELKO
- 2022 –  Caja Rural-Seguros RGA
- 2023 –  Caja Rural-Seguros RGA
- 2024 –  Caja Rural-Seguros RGA
- 2025 –  Caja Rural-Seguros RGA

Alves · Aznar · Brito Da Costa · El Allaoui · Escobar · R.García de Mateos · V.García de Mateos · H.López · X.López · Moa · Pérez · Poezanov · Prades · Punzano · Ramos · Rovira · Torrent · Tsjoezjda · Vallejo
Barros · Caldeira · Carvalho · Costa · Fernandes · Fernández · Marque · Matias · Oliveira · Prades · Rosendo · Veloso
Barros · Bras · Caldeira · Carvalho · Cipriano · Costa · Durán · Fernandes · Fernández · Matias · Oliveira · Prades · Ribeiro · Sousa · Veloso · Vilela
Aramendia · Arroyo · Barbero · Benito · Bilbao · Carthy · Ferrari · Fraile · Gonçalves · Grijalba · Lasca · Madrazo · Mas · Molina · Pardilla · Parra · Prades · Sáez · Txurruka · Vilela · Jiménez (stagiair) · Murphy (stagiair) · Rosón (stagiair)
Aramendia · Arroyo · Barbero · Benito · Bilbao · Carthy · Ferrari · Gallego · D. Gonçalves · J. Gonçalves · Lastra · Madrazo · Mas · Molina · Pardilla · Prades · Rosón · Rubio · Sáez · Vilela · Azkarate (stagiair) · Irisarri (stagiair) · Zabala (stagiair)
Aranburu · Arroyo · Benito · Butler · Celano · Ferrari · Irisarri · Lastra · Mas · Molina · Oien · Page · Pardilla · Prades · Reis · Rosón · Rubio · Sáez · Schultz · Trofimov · Zabala · Pelegrí (stagiair) · Serrano (stagiair) · Sola (stagiair)
Aberasturi · Aristi · Bagües · Barceló · Barrenetxea · Barthe · Bizkarra · Bravo · González · Irizar · Iturria · Loubet · Prades · Ó. Rodríguez · S. Rodríguez · Sáez · Samitier · Sanz · Txoperena · Udondo
Amador · Anacona · Arcas · Barbero · Bennati · Betancur · Carapaz · Carretero · Castrillo · Erviti · Fernández · Landa · Mas · Oliveira · Pedrero · Prades · Quintana · Roelandts · Rojas · Rosón · Sepúlveda · Soler · Sütterlin · Valls · 
Valverde  · Verona
Alba · Arcas · Betancur (tot 31/08) · Carretero · Cataldo · Cullaigh · Elosegui · Erviti · Hollmann · Jacobs · Jorgenson · E. Mas · L. Mas · Mora · Norsgaard · Oliveira · Pedrero · Prades · Roelandts · Rojas · Rubio · Samitier · Sepúlveda · Soler · Torres · Valverde · Verona · Villella
Amezqueta · Aular · Bagües · Barceló · Barrenetxea · Calle · Cepeda · Cuadros · Etxeberria · García · González · Johnston · Lastra · Leitão · Martín · Murguialday · Nicolau · Nieve · Pira · Prades ·Schlegel  · Balderstone (stagiair) · López de Abetxuko (stagiair) · López (stagiair)
Amezqueta · Aular · Babor · Balderstone · Barceló · Barrenetxea · Bárta · Cepeda · Etxeberria · García · González · Hailemichael · Johnston · Leitão · López · Martín · Murguialday · Nicolau · Pira · Prades ·Schlegel  · Sorarrain (vanaf 31/7) · Guardeño (stagiair) · Ibáñez (stagiair) · Silva (stagiair)
Arriola-Bengoa · Aular · Babor · Balderstone · Barceló · Bárta · Berwick · Cepeda · Etxeberria 
· Fernández · González · Guardeño · Hailemichael · Johnston · Leitão · López · Murguialday · Nicolau · Prades ·Schlegel · Silva · Sorarrain · Díaz (stagiair) · Ibáñez (stagiair)